# Курчатов (лунный кратер)
Курчатов (лат. Kurchatov) — большой древний ударный кратер в северном полушарии обратной стороны Луны. Название присвоено в честь советского физика Игоря Васильевича Курчатова (1903—1960) и утверждено Международным астрономическим союзом в 1961 г. Образование кратера относится к нектарскому периоду.

## Описание кратера
Ближайшими соседями кратера Курчатов являются кратер Бриджмен на северо-западе; кратер Винер на северо-востоке; кратер Николаев на востоке-юго-востоке и кратер Нейланд на юго-западе. На западе от кратера находится цепочка кратеров Курчатова. Селенографические координаты центра кратера 38°18′ с. ш. 141°44′ в. д. / 38,3° с. ш. 141,74° в. д., диаметр 111,0 км, глубина 2,9 км.
Кратер Курчатов имеет полигональную форму с небольшим выступом в северной части и впадиной в южной части и значительно разрушен за длительное время своего существования. Вал сглажен, в северной части к нему примыкают сателлитные кратеры Курчатов W и Курчатов Z (см. ниже). Внутренний склон вала гладкий, в северо-восточной и северо-западной части имеет следы обрушения. Высота вала над окружающей местностью достигает 1520 м, объем кратера составляет приблизительно 11350 км³. Дно чаши сравнительно ровное, испещрено множеством мелких кратеров, в северной части чаши располагаются два приметных небольших кратера. Вблизи центра чаши расположен невысокий удлиненный хребет.

## Сателлитные кратеры
| Курчатов | Координаты                                              | Диаметр, км |
| -------- | ------------------------------------------------------- | ----------- |
| T        | 38°02′ с. ш. 138°03′ в. д. / 38,04° с. ш. 138,05° в. д. | 26,9        |
| W        | 40°08′ с. ш. 140°19′ в. д. / 40,14° с. ш. 140,31° в. д. | 31,9        |
| X        | 41°11′ с. ш. 140°04′ в. д. / 41,18° с. ш. 140,07° в. д. | 16,0        |
| Z        | 40°44′ с. ш. 141°47′ в. д. / 40,74° с. ш. 141,79° в. д. | 36,8        |

- Образование сателлитного кратера Курчатов W относится к нектарскому периоду[1].

## См.также
- Список кратеров на Луне
- Лунный кратер
- Морфологический каталог кратеров Луны
- Планетная номенклатура
- Селенография
- Минералогия Луны
- Геология Луны
- Поздняя тяжёлая бомбардировка